# ويندوز سيرفر 2016
ويندوز سيرفر 2016 (بالإنجليزية: Windows Server 2016)‏ هو الإصدار السابع من نظام تشغيل خادم Windows Server الذي طورته مايكروسوفت كجزء من عائلة أنظمة التشغيل ويندوز إن تي. تم تطويره بشكل متزامن مع ويندوز 10 وهو خلف لـ Windows Server 2012 R2. أصبحت أول نسخة معاينة أولية (Technical Preview) متاحة في 1 أكتوبر 2014 مع أول معاينة فنية لـ System Center. تم إصدار ويندوز سيرفر 2016 في 26 سبتمبر 2016 في مؤتمر Microsoft Ignite وتم إصداره على نطاق واسع للبيع بالتجزئة في 12 أكتوبر 2016. يحتوي على اثنين من الخلف: Windows Server 2019، والقناة النصف سنوية الخاصة بـ Windows Server ، والتي تستبعد واجهة المستخدم الرسومية والعديد من المكونات القديمة.